# Die Stadt und die Macht

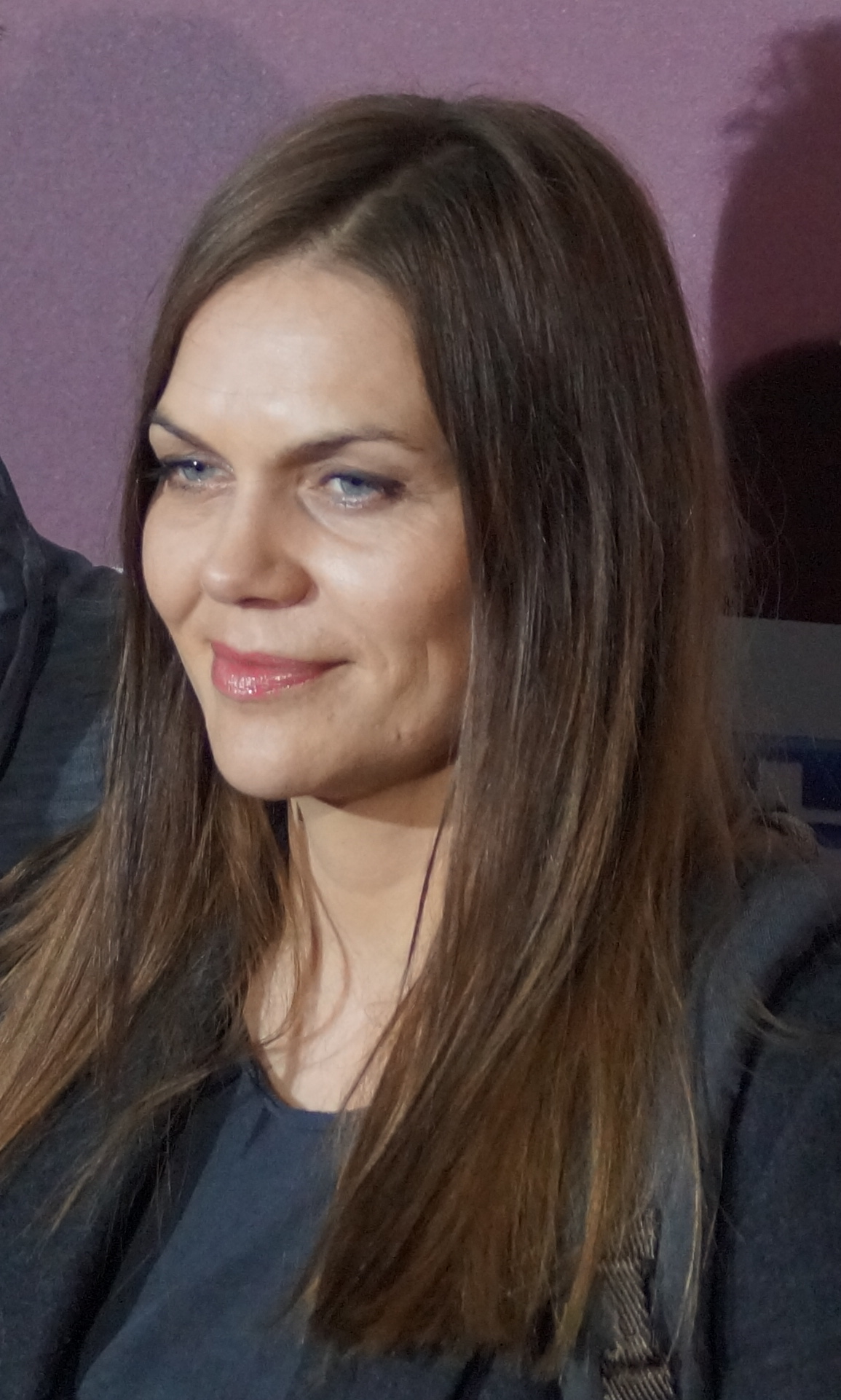
Hauptdarstellerin Anna Loos spielt die Politikerin Susanne Kröhmer

Die Stadt und die Macht ist eine sechsteilige deutsche Fernsehserie der ARD, die in Berlin spielt.
Die Miniserie gehört in das Genre Politdrama, vergleichbar mit den internationalen Serien House of Cards (USA) oder Borgen (Dänemark). Sie wurde erstmals von 12. bis 14. Januar 2016 in Doppelfolgen ausgestrahlt.
Regie führte Friedemann Fromm. Drehbuchautoren sind Annette Simon, Christoph Fromm und Martin Behnke.

## Handlung
| Folge | Episodentitel     | Inhalt |
| ----- | ----------------- | --- |
| 1     | Freier Fall       | Der Bauunternehmer Oliver Griebnitz stürzt sich von der Dachterrasse und nun stellt sich die Frage, ob das Suizid oder Mord war. Während seine Jugendliebe Susanne sich Vorwürfe macht, beginnt der Journalist Alex Moravek, der gleichzeitig deren Jugendfreund ist, zu recherchieren. Der Tod von Oliver Griebnitz verursacht eine Menge Chaos und plötzlich entscheidet sich Susanne, die Mitglied der CDP ist, bei den aus dem Tod resultierenden Neuwahlen mitzumachen. Sie lässt sich zur Wahl aufstellen und überrascht sowohl ihren Vater als auch ihren Lebensgefährten Maik. Allerdings weiß Susanne noch nichts von ihrer Schwangerschaft. |
| 2     | Klartext          | Susanne hat sich nun endgültig zur Wahl gestellt, nun beginnt der Wahlkampf zwischen ihr und dem Bürgermeister Manfred Degenhardt. Ihr Wahlkampfmanager Georg Lassnitz hilft ihr, Ansehen zu erlangen, wobei Susanne mit seinen Methoden nicht immer einverstanden ist. Gleichzeitig recherchiert der Journalist Alex um herauszufinden, welche illegalen Geschäfte Degenhart, den Vater von Oliver und den Vater von Susanne verbindet. Bei all den Ereignissen entsteht in ihrem Privatleben Chaos, zusätzlich erhält sie schockierende Bilder über Maik.                                                                                           |
| 3     | Verraten          | |
| 4     | Am Scheideweg     | |
| 5     | Familienbande     | |
| 6     | Alles was ich bin | |

## Besetzung
| Schauspieler       | Figur                   |
| ------------------ | ----------------------- |
| Anna Loos          | Susanne Kröhmer         |
| Thomas Thieme      | Karl-Heinz Kröhmer      |
| Burghart Klaußner  | Manfred Degenhardt      |
| Martin Brambach    | Georg Lassnitz          |
| Carlo Ljubek       | Alex Moravek            |
| Stephan Kampwirth  | Maik Burmeister         |
| Helena Pieske      | Junge Susanna Kröhmer   |
| Renate Krößner     | Brigitte Kröhmer        |
| Jürgen Heinrich    | Frank Griebnitz         |
| Burak Yigit        | Jussuf Antun            |
| Peter Prager       | Rüdiger Jankowski       |
| Jule Böwe          | Kommissarin Saskia Butz |
| Anian Zollner      | Jochen Niemeier         |
| Rick Okon          | Tassilo                 |
| Maximilian Klas    | Stephan                 |
| Wolfgang Grossmann | TV-Reporter             |

## Rezeption

### Einschaltquote
Die ersten Folgen wurden von 2,91 Millionen und damit 8,8 % der Zuschauer gesehen, die Finalfolge von 2,47 Millionen und 7,6 % der Zuschauer. Von den jüngeren Zuschauern schauten zu Beginn 0,74 Millionen und 6,4 % zu, während zum Schluss noch 0,56 Millionen bzw. 4,8 % eingeschaltet hatten.

### Kritiken
Michael Hanfeld schreibt auf faz.net, die Serie versuche, „zur internationalen Konkurrenz aufzuschließen“, schmierte „jedoch auf halber Strecke ab“. Das liege vor allem „an der Hauptdarstellerin, die mit ihrer großartigen Rolle“ schwächle, und „an der Handlung“, die „zwischen Politischen und Privatem“ lavierte „und der Familienstory [...] zu viel Raum“ gebe. Christian Buß meint auf Spiegel Online, der Mehrteiler wolle „ein großes Polit-Tableau entwerfen“, verstricke „sich aber im Kleinkrieg der Heldin.“ Der Serie fehle „das Gespür für die leisen Schaltmomente, ohne die sich Machtpolitik einfach nicht erklären“ lasse.
Dagegen bewertet Evelyn Roll von der Süddeutschen Zeitung die Serie positiver. Sie hält sie für „besser erzählt [...] als Borgen“, für „hervorragend besetzt“ und sieht „drei kunstvoll ineinander montierte Genres in einem.“ Die Hauptrolle sei von Anna Loos „sehr großartig gespielt“.